# Asteroideae
Asteroideae (voorheen Tubuliflorae) is de botanische naam van een onderfamilie uit de composietenfamilie (Compositae of Asteraceae). In het bloemhoofdje komen alleen buisbloempjes en straalbloempjes voor.

## Geslachten
Hieronder volgt een overzicht van een aantal geslachten die tot deze onderfamilie behoren.
- Asteroideae
  - Eupatorieae
    - Eupatorium
    - Ageratum
    - Liatris
    - Stomatanthes

  - Astereae
    - Solidago (Guldenroede)
    - Bellis
    - Aster
    - Erigeron (Fijnstraal)
    - Conyza
    - Commidendrum
    - Melanodendron

  - Inuleae
    - Filago (Viltkruid)
    - Gnaphalium (Droogbloem)
    - Pseudognaphalium
    - Helichrysum
    - Antennaria
    - Leontopodium
    - Inula (Alant)
    - Pulicaria
    - Carpesium
    - Buphthalmum

  - Heliantheae
    - Rudbeckia
    - Helianthus
    - Dahlia
    - Bidens (Tandzaad)
    - Ambrosia
    - Xanthium
    - Galinsoga (Knopkruid)
    - Sclerocarpus
    - Aspilia

  - Anthemideae
    - Anthemis (Schubkamille)
    - Achillea (Duizendblad)
    - Tripleurospermum
    - Matricaria (Kamille)
    - Tanacetum
    - Leucanthemopsis
    - Leucanthemum (Margriet)
    - Artemisia (Alsem)

  - Senecioneae
    - Adenostyles
    - Arnica
    - Cineraria
    - Doronicum (Voorjaarszonnebloem)
    - Erechtites
    - Homogyne
    - Kleinia
    - Lachanodes
    - Ligularia
    - Pericallis
    - Petasites (Hoefblad)
    - Senecio (Kruiskruid)
    - Tephroseris
    - Tussilago

  - Calenduleae
    - Calendula (Goudsbloem)